# National Advisory Committee for Aeronautics

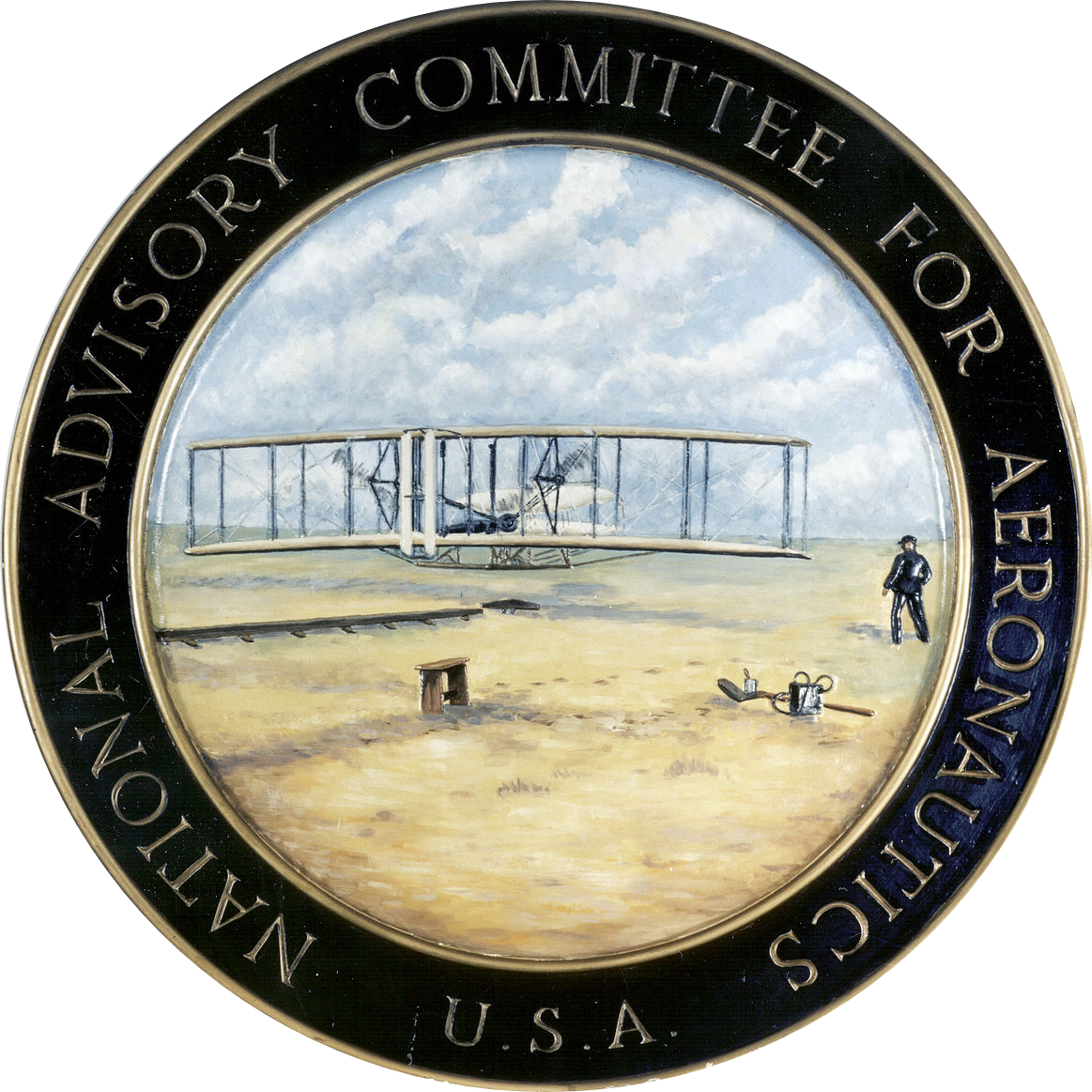
Lo stemma del NACA, che riporta il primo volo dei fratelli Wright a Kitty Hawk nella Carolina del Nord

Il National Advisory Committee for Aeronautics (NACA) fu un'agenzia federale degli Stati Uniti d'America, fondata il 3 marzo 1915 per intraprendere, promuovere e istituzionalizzare la ricerca aeronautica. Il NACA proseguì il proprio lavoro di ricerca fino al 1º ottobre 1958, quando a seguito della persa supremazia in campo spaziale a favore dei sovietici (che nell'ottobre del 1957 lanciarono il primo satellite artificiale della storia, lo Sputnik 1), si rese necessaria una rivoluzione nel programma spaziale americano. Così, il 1º ottobre 1958 l'agenzia fu smembrata, e le infrastrutture e il personale passarono alla neo-costituita National Aeronautics and Space Administration (la NASA).
Tra i principali risultati ottenuti dal NACA vi sono la presa d'aria NACA, un tipo di forma comunemente usata per le prese d'aria che genera una bassa resistenza aerodinamica, la cappottatura NACA, una particolare copertura atta a ricoprire i motori aeronautici radiali a scopi aerodinamici, e i profili alari NACA, particolari forme di profilo alare di ali di aeromobili.
Nel corso della seconda guerra mondiale il NACA venne indicato come "la forza dietro la nostra supremazia aerea" (The Force Behind Our Air Supremacy) per il suo ruolo nello sviluppo di compressori adatti per i bombardieri operanti ad alte quote e per lo sviluppo di profili alari laminari per il North American P-51 Mustang. Il NACA fu anche fondamentale nella definizione della regola delle aree, usata per i moderni aerei supersonici, e condusse la ricerca di base che consentì al Bell X-1 di rompere il muro del suono.

## Le origini

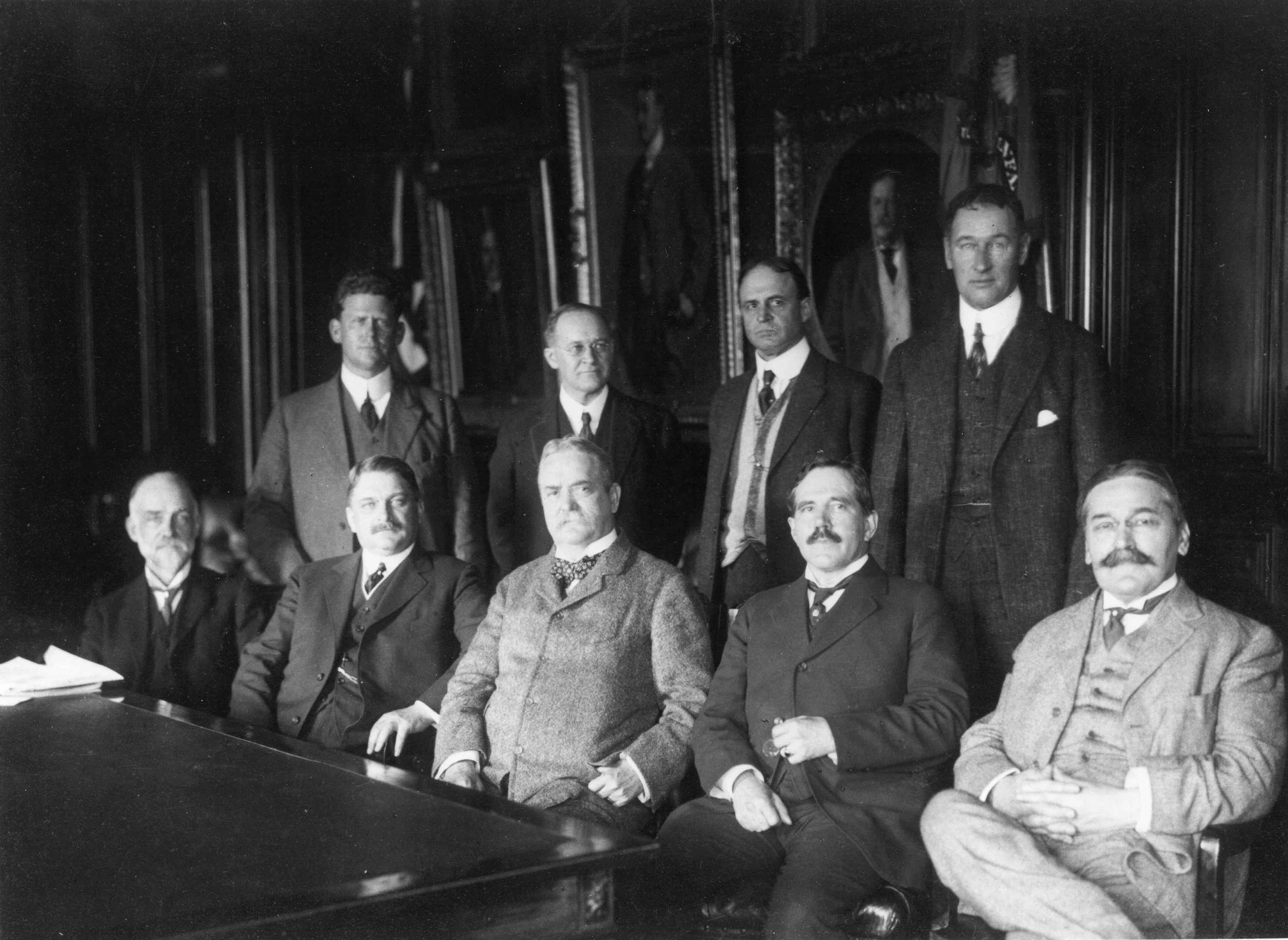
Primo incontro del NACA il 23 aprile 1915

Fondato come misura d'emergenza durante la prima guerra mondiale per promuovere la ricerca nell'ambito dell'aviazione militare, il NACA fu strutturato sulla base di altri istituti omologhi europei. In particolar modo, si prestò particolare attenzione alla struttura dell'istituto francese L'Établissement Central de l'Aérostation Militaire di Meudon, al Laboratorio di aerodinamica dell'Università di Gottinga nonché all'Istituto di aerodinamica di Kučino, vicino a Mosca, che influenzarono in modo decisivo lo sviluppo e la formazione del NACA.
Nel dicembre 1912 il presidente William Howard Taft aveva approvato le creazione di un istituto di ricerca presieduto da Robert S. Woodward, allora presidente della Carnegie Institution of Washington. Nonostante fosse già pronto il disegno di legge che prevedeva la creazione di tale istituto, la proposta fu bocciata nel gennaio 1913 dal Congresso. Fu quindi grazie all'allora segretario dello Smithsonian Institution, Charles D. Walcott, il quale esercitò forti pressioni affinché si gettassero le basi per la creazione di tale istituto, che il NACA poté essere fondato.
Su consiglio di Walcott, i senatori Benjamin R. Tillman e Ernest W. Roberts riproposero nel gennaio 1915 nuovamente a entrambe le camere la creazione del suddetto istituto di ricerca, sottolineando quali sarebbero stati i suoi compiti. Compito principale dell'istituto sarebbe stato quello di supervisionare e dirigere gli studi negli ambiti della ricerca aeronautica inerenti al volo, concentrando la maggior parte delle risorse nello sviluppo di tecnologie che potessero risolvere i problemi che all'epoca affliggevano i primi aeromobili. Infine il 3 marzo 1915 l'allora presidente in carica Woodrow Wilson approvò la formazione del NACA, stanziando un bilancio preventivo annuo di 5 000 dollari.

## Attività di ricerca

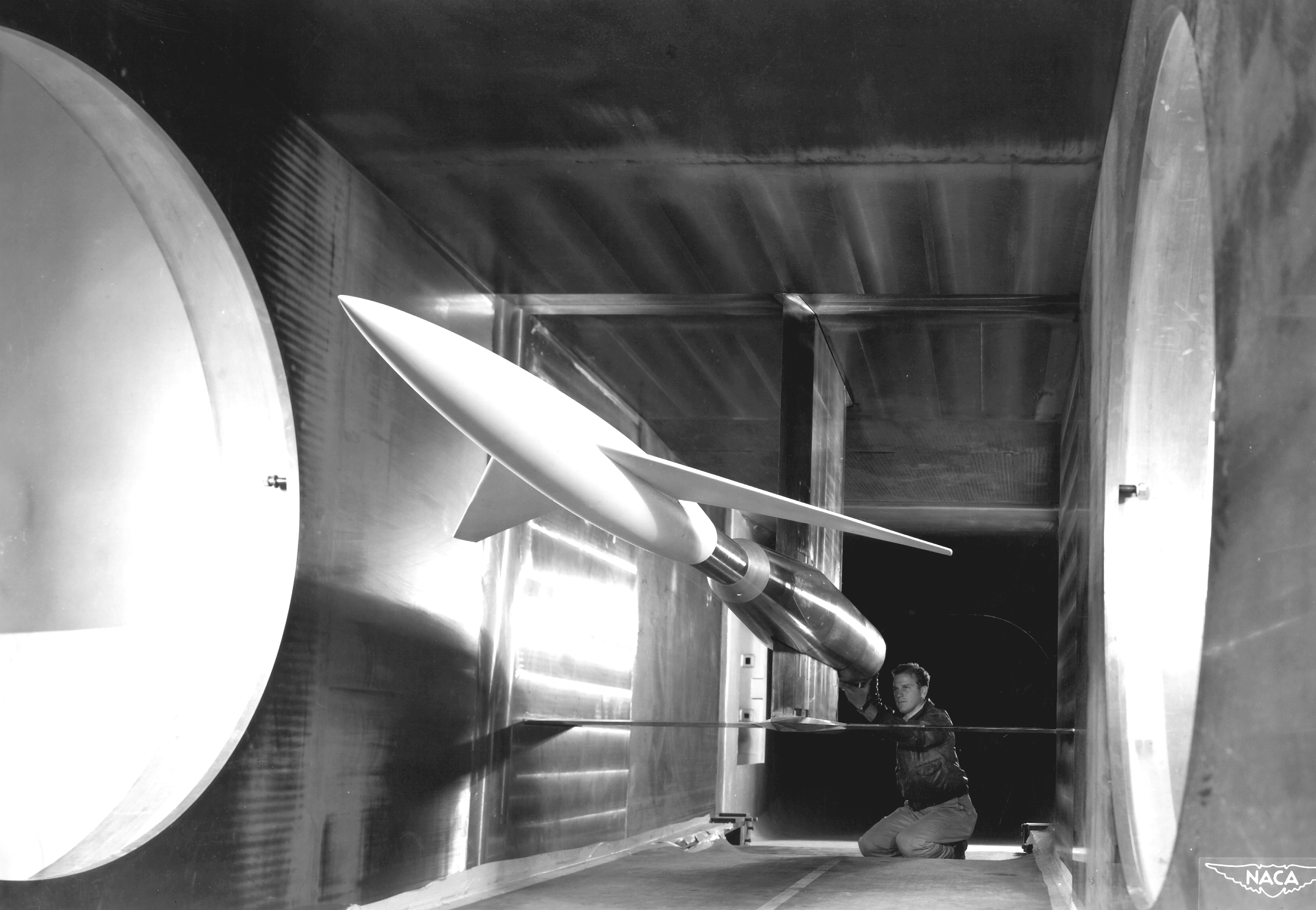
Un ingegnere effettua le ultime calibrazioni su un modello di velivolo in una galleria del vento supersonica 1,8 x 1,8 m

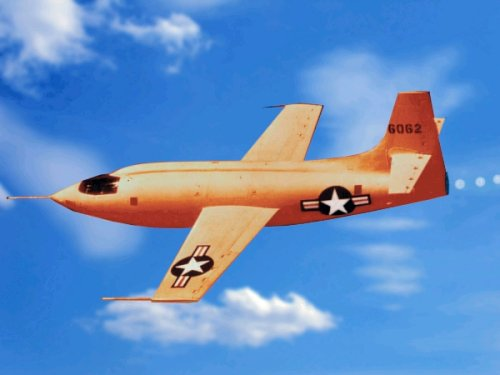
Bell X-1

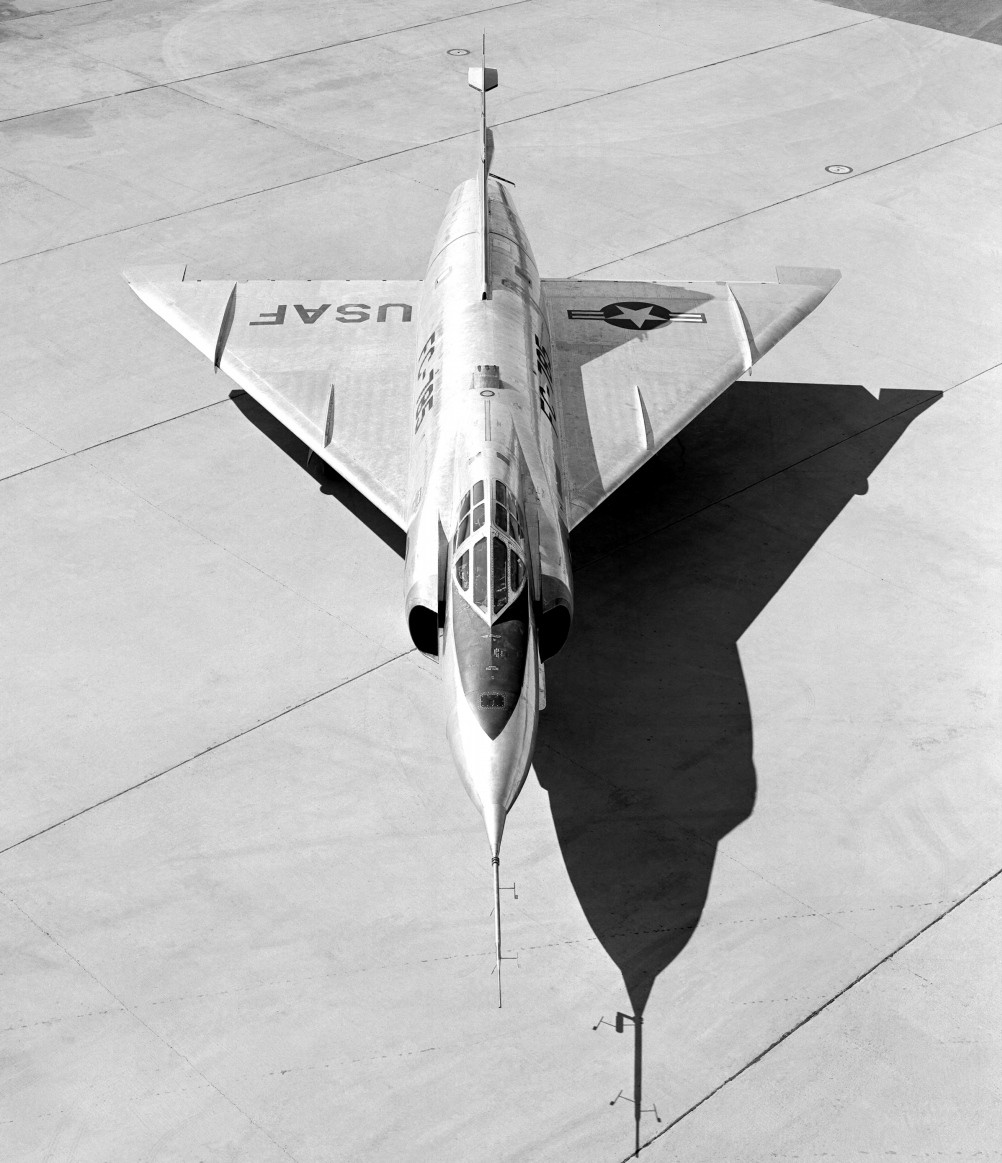
Convair F-102 Delta Dagger

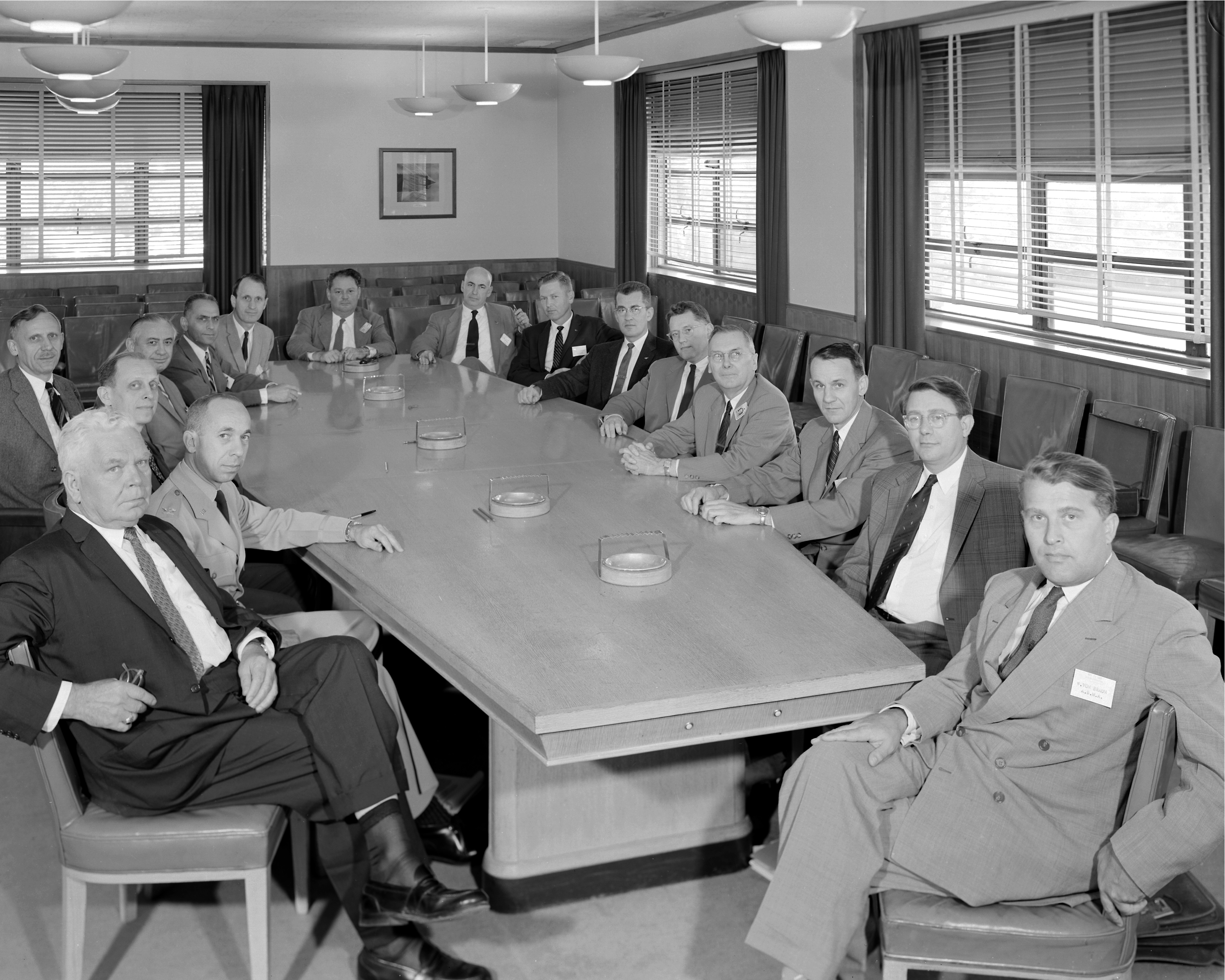
Comitato speciale del NACA sulla tecnologia spaziale del 26 maggio 1958. Tra i presenti: Wernher von Braun in primo piano sulla destra, presidente della Army Ballistic Missile Agency; Abe Silverstein, secondo da destra, vice-direttore NACA presso il laboratorio Lewis; Hugh Dryden quarto da destra, direttore del NACA; Robert R. Gilruth, ottavo da destra, vice-direttore NACA presso il laboratorio Langley.

### La ricerca aeronautica
Il 2 aprile 1915 il presidente Wilson nominò i primi 12 membri di un comitato di consulenza scientifica del NACA, scelti come rappresentanti del mondo governativo, militare e industriale. Orville Wright ne fu nominato membro nel 1920 e mantenne la carica fino al 1948, anno della sua morte. I membri del comitato non erano stipendiati e si incontravano qualche volta nel corso dell'anno per definire gli obiettivi della nuova organizzazione e per indirizzare gli studi scientifici relativi ai problemi del volo verso risoluzioni pratiche.
Nel 1920 venne avviata la prima ricerca aeronautica presso il nuovo laboratorio, il Langley Memorial Aeronautical Laboratory, con sede a Hampton in Virginia e intitolato al pioniere dell'aviazione Samuel Pierpont Langley. All'apertura, il laboratorio aveva uno staff di 11 tecnici e 4 esperti, nel 1925 il numero di impiegati era salito a 100. Nel corso dei primi anni al NACA vennero effettuati numerosi test di volo sia su dei modelli in scala sia su velivoli in piena scala e molti di questi test vennero condotti nelle gallerie del vento, sviluppate dallo stesso NACA. Tra i principali risultati vi fu la cappottatura NACA, che rivoluzionò il trasporto aereo civile rendendo i velivoli più veloci e i voli più redditizi, e grazie alla quale il NACA vinse il Collier Trophy nel 1929.
Nel corso degli anni trenta e quaranta del XX secolo il NACA aumentò gli sforzi nello ricerca aeronautica e nel 1940 venne aperto l'Ames Aeronautical Laboratory, con sede presso l'aeroporto Moffett Field in California, con l'obiettivo di studiare il comportamento di velivoli a elica utilizzando una galleria del vento. Nel 1941 venne aperto l'Aircraft Engine Research Laboratory, con sede a Cleveland nell'Ohio, incentrato sulla ricerca sui motori aeronautici. In questi anni il NACA sviluppò diverse serie di profili per ali ed eliche, rinominati profili NACA, che avrebbero semplificato la progettazione dei velivoli.
Durante la seconda guerra mondiale il NACA ebbe un ruolo fondamentale nel supportare l'aviazione statunitense nello sviluppo di nuove soluzioni tecniche che migliorarono l'efficacia e la velocità dei velivoli, così come nella risoluzione di problemi che emergevano sui motori aeronautici. Gli ingegneri del NACA definirono degli standard tecnici e svilupparono metodi di prova che potessero dare soluzioni rapide ed efficaci per l'applicazione militare. Una delle attività di ricerca sui motori aeronautici più importanti condotte dal NACA in quegli anni fu lo sviluppo del turbocompressore per il Boeing B-17 Flying Fortress. L'esercito aveva richiesto che il bombardiere venisse equipaggiato con dei turbocompressori, dopo che aveva scoperto che questo avrebbe notevolmente migliorato l'altitudine raggiunta e la velocità del bombardiere, ma i motori commissionati non riuscivano a rispettare i requisiti. Il NACA intervenne, testando il motore nella galleria del vento di Cleveland e risolvendone i problemi. Sempre nel corso della guerra, il governo britannico richiese alla North American Aviation che il nuovo caccia commissionato, il P-51 Mustang avesse i profili NACA laminari a bassa resistenza: un prototipo del caccia venne testato presso il laboratorio Langley e i risultati ottenuti furono ottimi e mostrarono notevoli capacità in volo che fecero del caccia sia un velivolo di scorta alle formazioni di bombardieri Boeing B-17 sia un caccia bombardiere.

### La ricerca supersonica
Dopo la seconda guerra mondiale il NACA iniziò a lavorare sui voli supersonici e a supporto di questa attività di ricerca venne realizzato un nuovo laboratorio, il NACA Muroc Unit con sede presso la Edwards Air Force Base in California. Venne così avviata una stretta collaborazione con la U.S. Air Force e con la Bell Aircraft per la progettazione del primo velivolo supersonico, attività che rappresentò per il NACA il primo progetto del quale faceva parte sin dall'inizio. Nel 1947 venne effettuato il primo volo supersonico con un prototipo, il Bell X-1, con ai comandi il capitano Chuck Yeager, che superò il muro del suono per la prima volta nella storia dell'aeronautica. Il primo volo sperimentale fu un successo tale da consentire a John Stack, ingegnere del NACA, di vincere il Collier Trophy nel 1949, assieme allo stesso capitano Yeager e a Lawrence Dale Bell, fondatore della Bell Aircraft.
Nel 1951 Richard T. Whitcomb, ingegnere del NACA, elaborò e perfezionò la regola delle aree, che portò a rivedere il progetto della fusoliera, diminuendone la sezione all'attacco delle ali, al fine di ridurre la resistenza dei velivoli una volta raggiunto il regime transonico o supersonico. Il primo progetto nel quale se ne fece uso fu quello relativo allo sviluppo del Convair F-102 Delta Dagger. Nonostante gli sforzi degli ingegneri della Convair, il velivolo non riusciva a superare il regime transonico, così che venne richiesto il supporto del NACA e della nuova galleria del vento per alte velocità di dimensioni di 2,44 x 2,44 metri (8 x 8 piedi), da poco resa operativa presso il Langley Memorial Aeronautical Laboratory. Sebbene Whitcomb e gli altri ingegneri del Langley si aspettassero ad alte velocità la formazione di onde d'urto sul naso del modello provato nella galleria del vento, i risultati mostrarono che le onde d'urto si innescavano sui bordi di ingresso delle ali. Ne conseguì lo sviluppo della regola delle aree e la sua applicazione al progetto, con conseguenti modifiche alla fusoliera dell'F-102. Nel maggio 1953 la Convair portò un nuovo modello dell'F-102 ai laboratori Langley e i risultati ottenuti mostrarono una sostanziale riduzione della resistenza, che consentì il soddisfacimento del requisito di volo supersonico per il velivolo.

## La trasformazione in NASA
Nel corso degli anni cinquanta, in piena guerra fredda, il NACA venne coinvolto in maniera sempre più importante nello sviluppo della tecnologia missilistica e, soprattutto, nella gestione dei velivoli spaziali, attività per la quale venne aperto un sito per il lancio di missili presso l'isola di Wallops. Inoltre, lo stesso NACA iniziò a studiare la possibilità di voli spaziali con presenza umana. Il 4 ottobre 1957 l'Unione Sovietica lanciò in orbita lo Sputnik 1, primo satellite artificiale della storia. Il 21 novembre 1957 il direttore del NACA Hugh Dryden istituì lo Special Committee on Space Technology, un comitato col preciso scopo di coordinare le attività dei vari enti federali, industrie e università con gli obiettivi del NACA e sfruttare tutte le loro competenze per lo sviluppo di un programma spaziale nazionale. Il 14 gennaio 1958 Dryden sottolineò l'urgenza di creare un programma spaziale nazionale che potesse partire dagli sforzi fatti dal NACA fino ad allora, ma aumentandone le capacità.
Nell'aprile 1958 il presidente Dwight D. Eisenhower diede al Congresso un parere positivo circa la creazione di un'agenzia spaziale nazionale e presentò un disegno di legge per l'istituzione della National Aeronautical and Space Agency. Il 16 luglio 1958 Congresso approvò il National Aeronautics and Space Act, che venne firmato da Eisenhower il 29 luglio, e che sancì la nascita della NASA. Le attività della NASA partirono ufficialmente il 1º ottobre 1958, con il NACA completamente assorbito dalla nuova agenzia spaziale sia in termini di impiegati sia in termini di laboratori e infrastrutture.